# Judas Iscariot (banda)
Judas Iscariot fue una banda estadounidense de black metal, originalmente llamada Heidegger, formada en 1992 como proyecto "one-man-band" de Andrew Jay Harris, sociólogo y filósofo estadounidense , utilizando el seudónimo de “Akhenaten” (Akenatón). Sin embargo, con el lanzamiento de Heaven in Flames (1999), Duane Timlin (apodado Cryptic Winter) se le unió como baterista en sesión. A partir del 1999 hasta el 2000, Akhenaten realizó solo dos conciertos en vivo con una formación en la que participaban miembros de Nargaroth, Krieg, Absu, y Maniac Butcher. 
Los temas que tocaban comúnmente eran dirigidos, a menudo, contra la religión, siempre desde el punto de vista de la filosofía nihilista. Después de volver de Alemania, Akhenaten anunció la ruptura de Judas Iscariot el 25 de agosto de 2002. Intencionalmente o no, esta fecha coincidió con el 102 aniversario de la muerte del filósofo alemán Friedrich Nietzsche, cuyo trabajo fue una influencia importante en las bases ideológicas de la banda.
Pues el nombre de la banda implica la meta indicada de Akhenaten era para separar la blasfemia Cristiana, con música. Su odio fue dirigido particularmente hacia vistas cristianas de la moralidad y la compasión, que él creyó promueve la debilidad humana en vez de la individualidad y el desarrollo personal del individuo. Akhenaten consideraba a Judas Iscariot una documentación de una lucha del individuo con los límites morales fijados por la cristiandad. La influencia de la filosofía nihilista de Nietzsche es también evidente, así como una visión absolutamente pesimista de la existencia. Sin embargo, en entrevistas a Akhenaten, rechazó toda relación con el extremismo o el Nacional Socialismo, asociado a menudo a las bandas de black metal del norte de Europa. Akhenaten además expresó emociones profundas de odio hacia el capitalismo, que él despidió según lo ligado inextricablemente al materialismo. Mientras que concibió a Judas Iscariot como una forma de expresión personal, Akhenaten expresó que su música fue realizada con la intención de dar fuerzas para vivir en un mundo comprometido por el materialismo y la ideología religiosa irracional.

## Formación
- Akhenaten (Andrew Harris) – Voz, guitarra, bajo y batería
- Cryptic Winter (Duane Timlin) – baterista en sesión (1999-2001)
- Kanwulf (René Wagner) – guitarrista en vivo
- Lord Imperial (Neill Jameson) – bajista en vivo (1999-2000)
- Proscriptor (Russley Randel Givens) – baterista en vivo (1999)
- Butcher (Jan Kapák) – baterista en vivo (2000)

## Discografía

### Álbumes de estudio
- The Cold Earth Slept Below (1995)
- Thy Dying Light (1996)
- Of Great Eternity (1997)
- Distant in Solitary Night (1998)
- Heaven in Flames (1999)
- To Embrace the Corpses Bleeding (2002)

### EP
- Arise, My Lord (1996)
- Dethroned, Conquered and Forgotten (2000)
- March of the Apocalypse (2002)
- Moonlight Butchery (2002)

### Splits
- Judas Iscariot/Weltmacht (con Weltmacht) (1999)
- None Shall Escape the Wrath (con Krieg, Eternal Majesty y Macabre Omen) (2000)
- To the Coming Age of Intolerance (con Krieg) (2001)

### Live
- Under the Black Sun (2000)

### Recopilaciones
- From Hateful Visions (2000)
- Midnight Frost (To Rest with Eternity) (2002)

### Demos
- Heidegger (1992)
- Judas Iscariot (1993)

### Bootlegs
- Ancient Starry Sky (2000)
- Live in San Antonio (2001)
- Spectral Dance of the Macabre (2002)

- Datos: Q1710878